# Andrena fragilis
Andrena fragilis är en biart som beskrevs av Smith 1853. Andrena fragilis ingår i släktet sandbin, och familjen grävbin. Inga underarter finns listade i Catalogue of Life.

## Bildgalleri

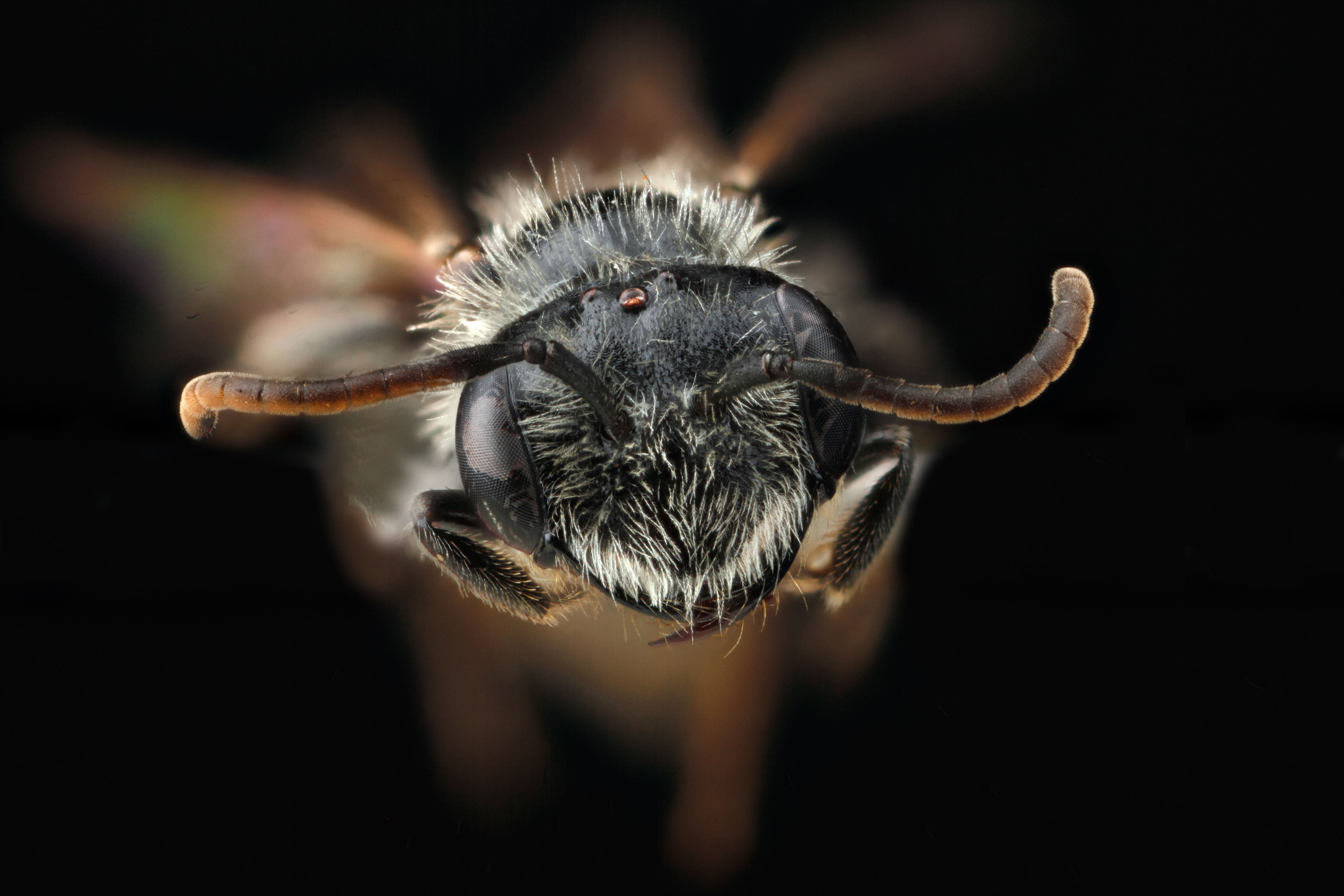
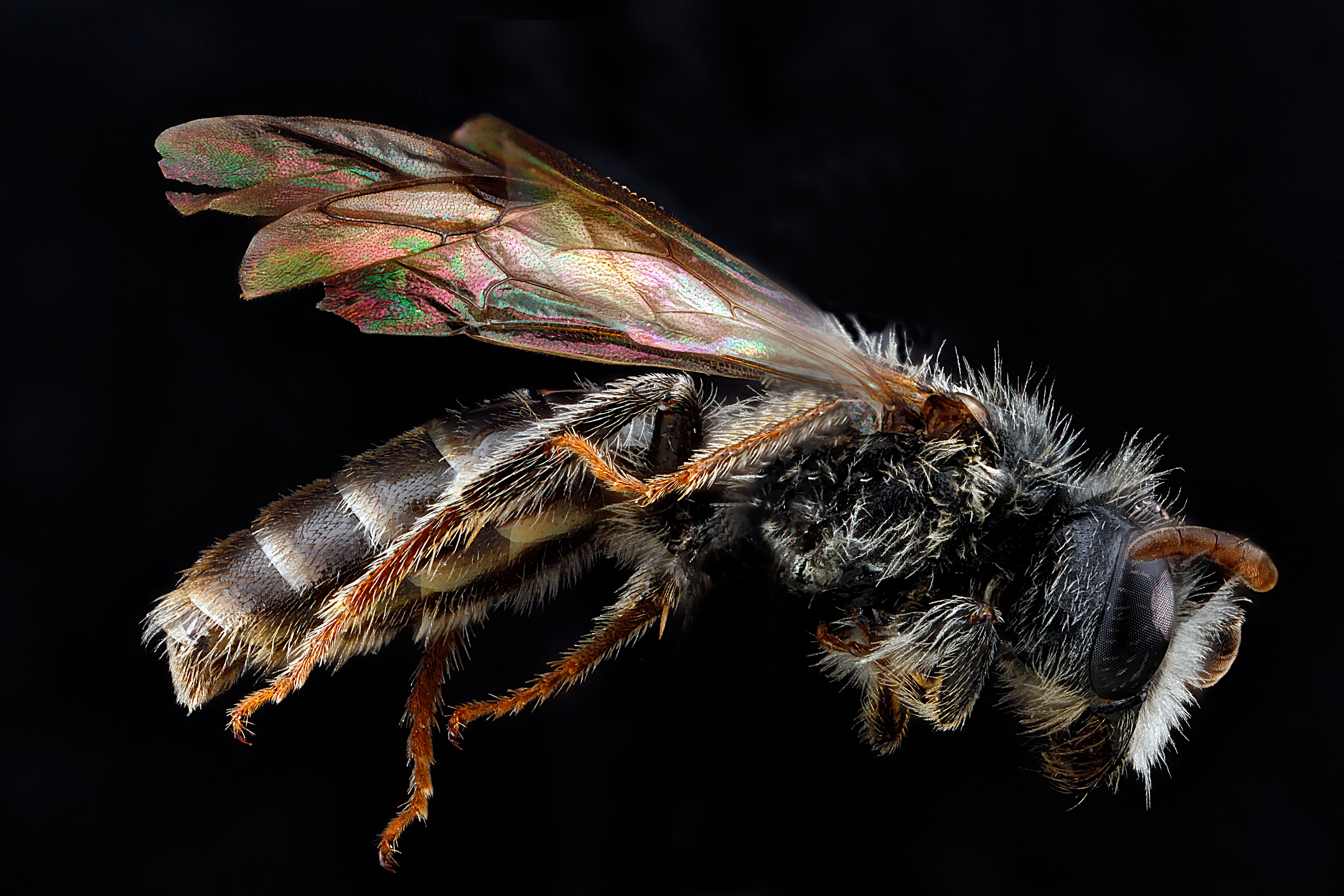
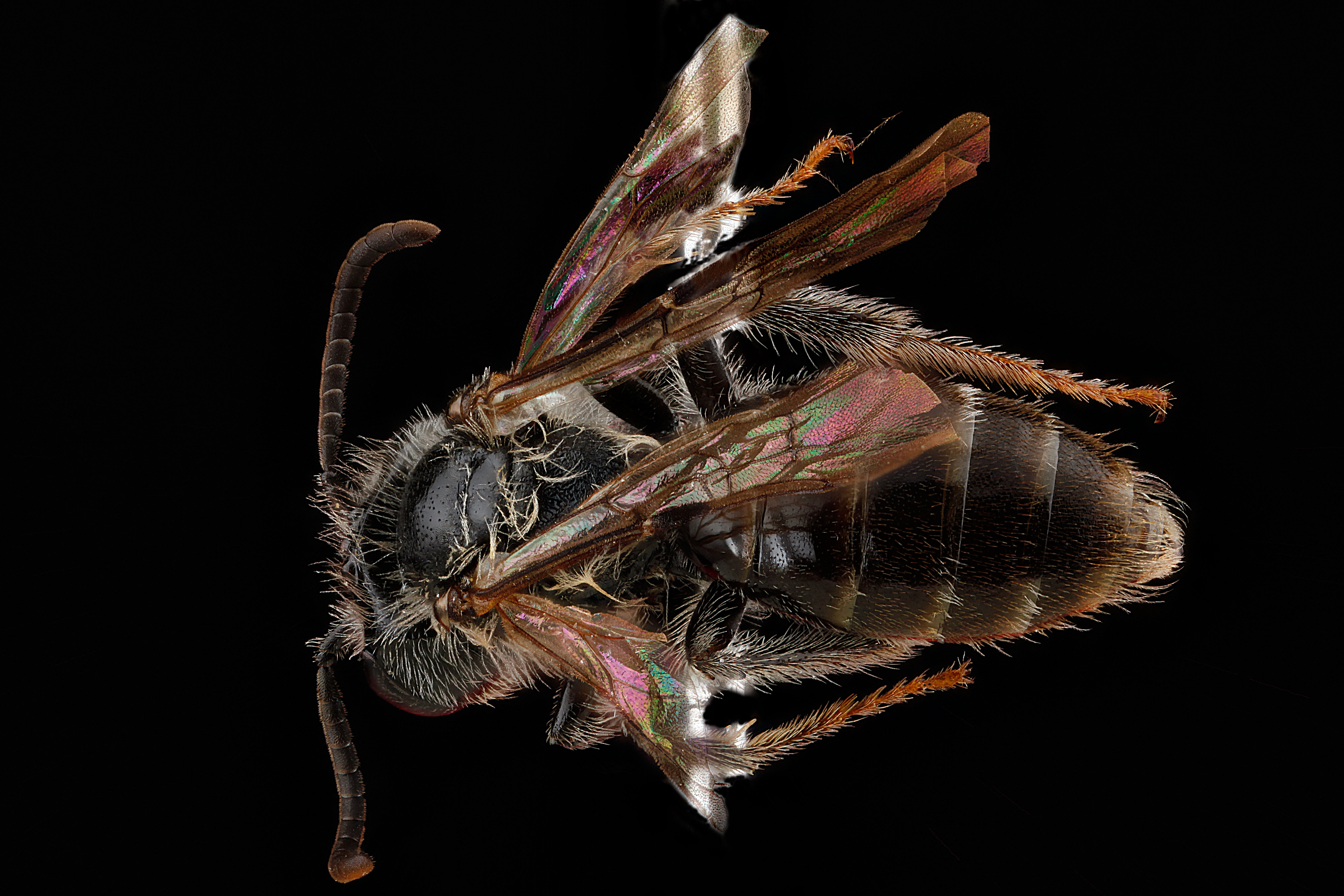
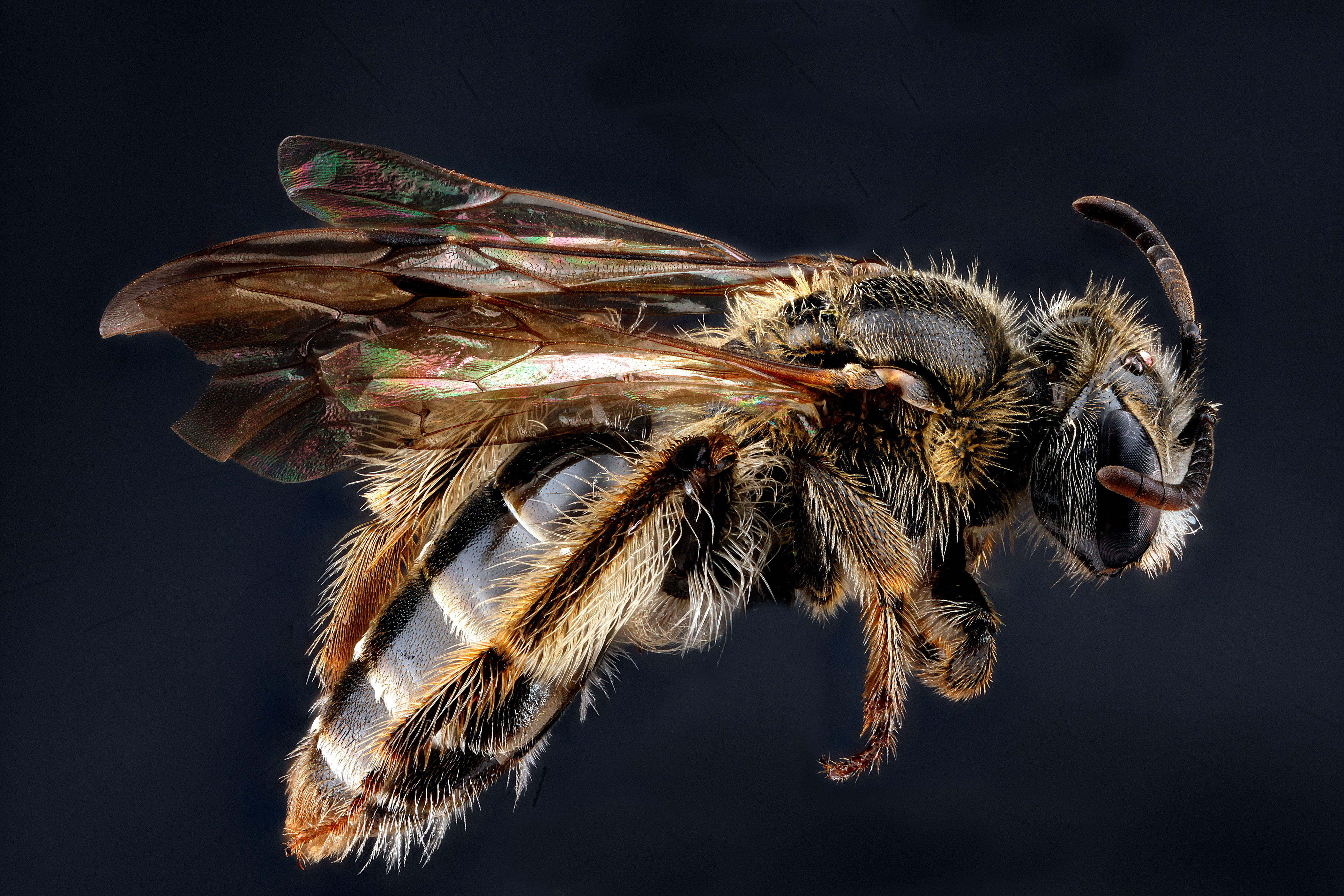
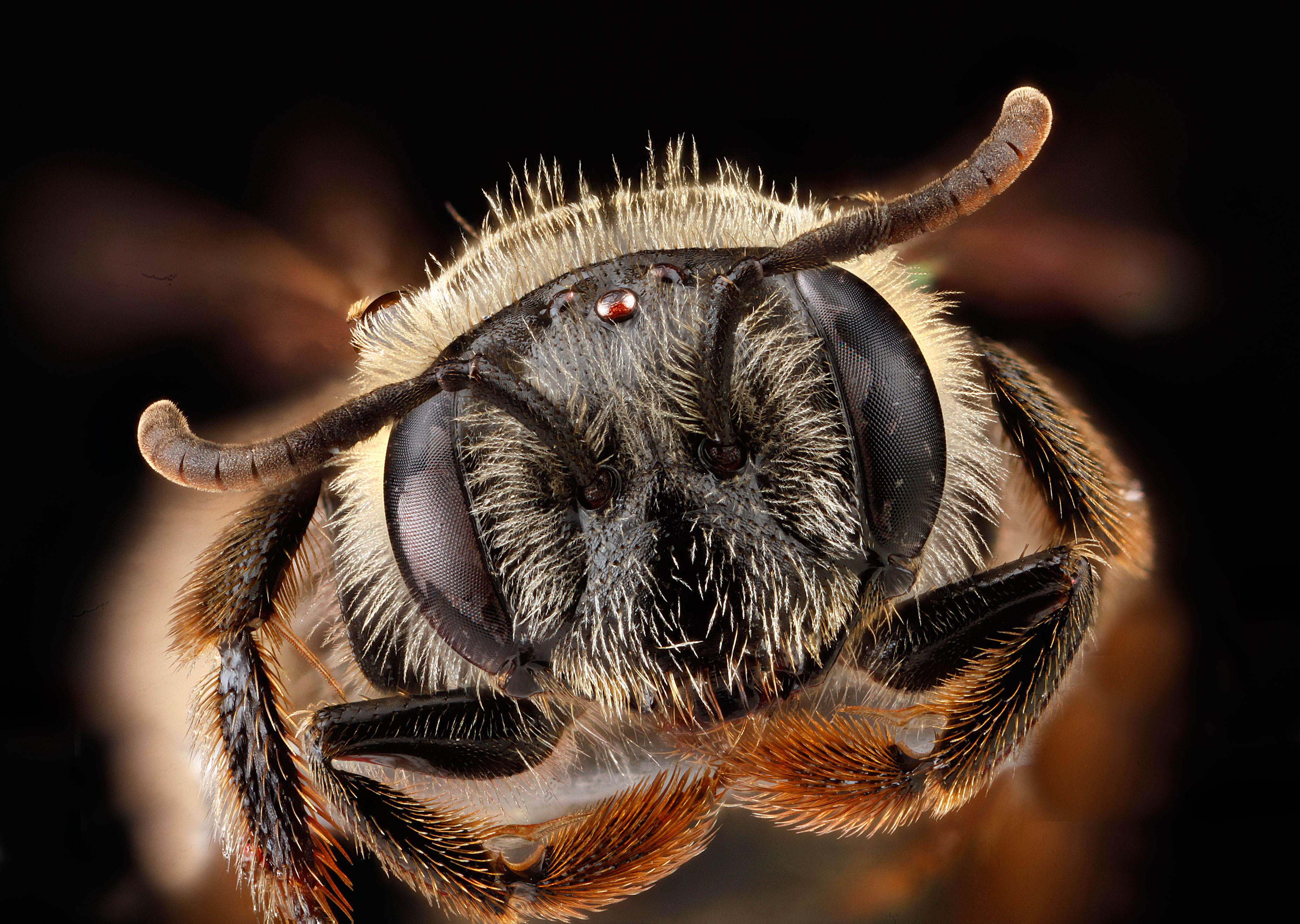